# Yaşar Kemal
Pour les articles homonymes, voir Kemal.
Yaşar Kemal (francisé en Yachar Kemal, de son vrai nom Kemal Sadık Gökçeli) est un romancier et journaliste turc, d'origine kurde, né le 6 octobre 1923 près d'Osmaniye, en Turquie, et mort le 28 février 2015 à Istanbul.

## Biographie

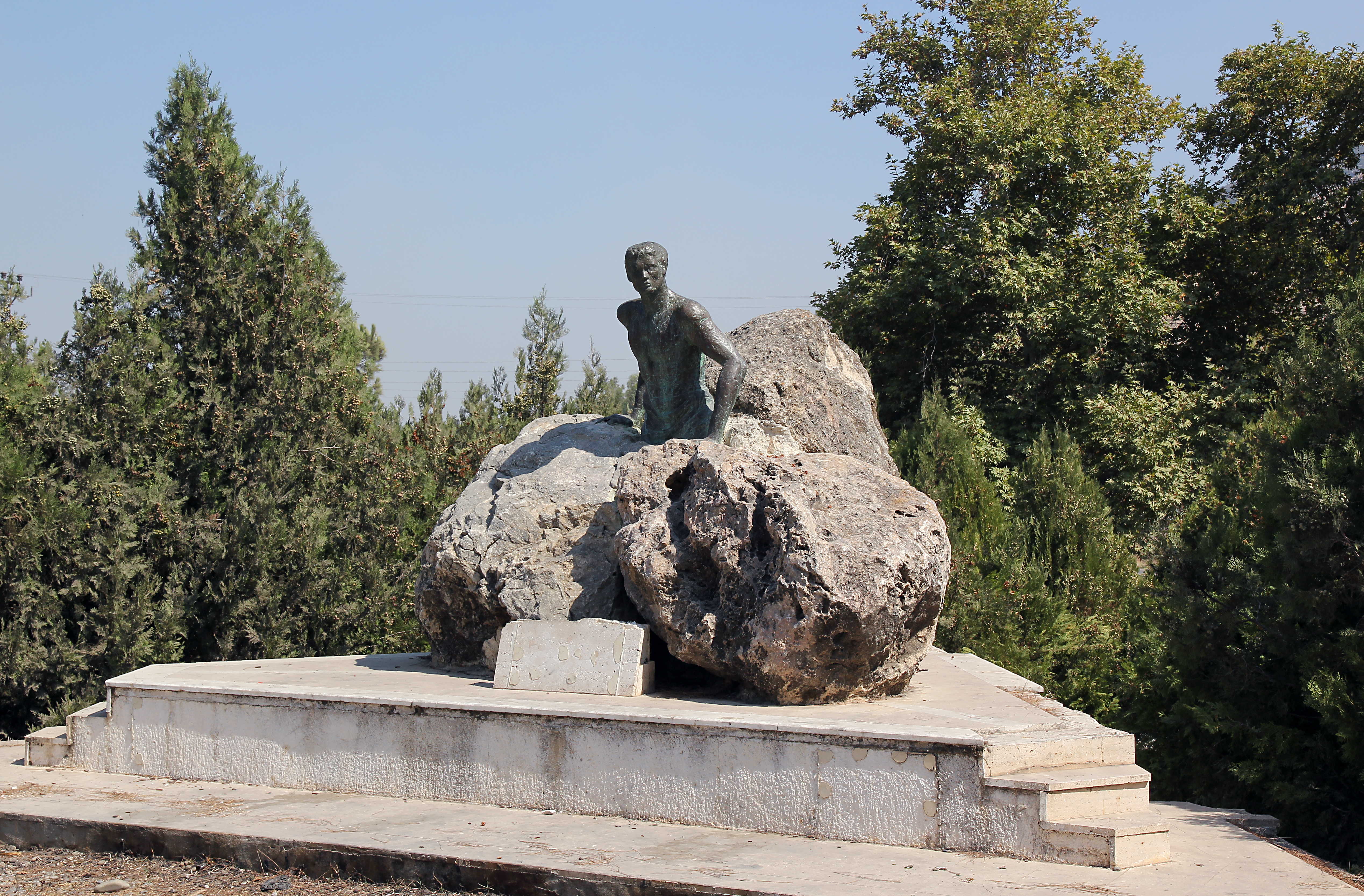
Monument du personnage romanesque İnce Memed dans le village natal de Yaşar Kemal, Hemite (Gökçedam).

Yaşar Kemal est issu d'une famille pauvre vivant dans le hameau d'Hemite (aujourd'hui Gökçedam (en)) dans la province d'Osmaniye, dans le sud-est de la Turquie. Ses parents originaires de Van s'installent à Çukurova durant la Première Guerre mondiale. Kemal a une enfance difficile car il perd un œil accidentellement alors que son père découpe un mouton pour l'Aïd al-Adha, et à cinq ans il assiste à l'assassinat de son père par son fils adoptif Yusuf alors qu'il priait à la mosquée. Cette expérience traumatisante provoque des difficultés d'élocution qui subsisteront jusqu'à ses douze ans. À neuf ans, il entame sa scolarité à l'école au village voisin de Burhanlı et continue à Kadirli en Osmaniye après s'y être installé chez des membres de sa famille .
Il continue de fréquenter l’école secondaire, cette fois à Adana, où il travaille également comme ouvrier dans une usine d'égrenage de coton. Après avoir quitté l'école au cours de la troisième année du secondaire, il met ainsi fin à son éducation formelle .
Il travaille ensuite comme manœuvre, contremaître, garde-champêtre dans une rizière, écrivain public, instituteur, bibliothécaire. Ses poèmes paraissent à la même époque dans différentes revues : Ülke, Kovan, Millet et Beşpinar.
Il passe une année en prison en 1950 pour propagande communiste.
Il s'installe à Istanbul en 1951 et il écrit des reportages pour le quotidien Cumhuriyet.
Il obtient le prix spécial de l'Association des journalistes pour son reportage Dünyanın En Büyük Çiftliğinde Yedi Gün (Sept jours dans la plus grande ferme du monde).
Il affirmera que la police turque a saisi ses deux premières nouvelles.
En 1951, alors qu'il visite île d'Akdamar, il assiste à la destruction de l'église de la Sainte-Croix d'Aghtamar. Grâce à sa notoriété, il aide à arrêter cette destruction. L'église restera dans cet état jusqu'en 2005, quand sa restauration par le gouvernement turc commencera. L’Arménie a décoré Yaşar Kemal de la médaille Grégoire de Narek le 4 septembre 2014 à Istanbul pour son respect envers la culture et l’identité arménienne, de la justice et des valeurs humaines.

## Succès littéraire
Son premier roman Mèmed le Mince connaît le succès en 1955, succès grandissant qui lui vaut d'être pressenti pour le prix Nobel de littérature en 1972. Traduit en plus de quarante langues, le roman fait de lui une figure marquante de la littérature mondiale. Il reçoit la médaille de la Légion d'honneur en 1984.
Son style est un mélange entre une narration influencée par les traditions orales des bardes turcs et une influence plus occidentale comme le recours à un genre parfois proche du courant de conscience.
Son militantisme contre la brutalité du pouvoir turc à l'encontre de la minorité kurde lui vaut de nombreux procès. Yaşar Kemal est condamné en 1996 par la cour de sûreté de l'État à un an et huit mois de prison pour un article intitulé « Le ciel noir de la Turquie » publié en 1995 dans le livre « La liberté d'expression et la Turquie » et qui dénonce le traitement de la question kurde par l'État turc.

## Œuvres

### Romans

#### Cycle desMèmed
- 1955 : Mèmed le Mince [« İnce Memed »]  (trad. Güzin Dino), Del Duca, 1961, 500 p. (BNF 33061745)
- 1969 : Mèmed le Faucon [« İnce Memed II »]  (trad. Münevver Andaç), Gallimard, coll. « Du monde entier », 1976, 608 p. (ISBN 978-2-07-037276-8)
- 1984 : Le Retour de Mèmed le Mince [« İnce Memed III »]  (trad. Münevver Andaç), Gallimard, coll. « Du monde entier », 1984, 588 p. (ISBN 978-2-07-070721-8)
- 1987 : Le Dernier Combat de Mèmed le Mince [« İnce Memed IV »]  (trad. Münevver Andaç), Gallimard, coll. « Du monde entier », 1987, 600 p. (ISBN 978-2-07-071569-5)

#### TrilogieAu-delà de la montagne
- 1960 : Le Pilier [« Orta direk »]  (trad. Güzin Dino), Gallimard, coll. « Du monde entier », 1977, 400 p. (ISBN 978-2-07-023545-2)
- 1963 : Terre de fer, Ciel de cuivre [« Yer Demir Gök Bakir »], Gallimard, coll. « Du monde entier », 1977, 448 p. (ISBN 978-2-07-029693-4)
- 1968 : L'herbe qui ne meurt pas [« Ölmez otu »]  (trad. Münevver Andaç), Gallimard, coll. « Du monde entier », 1978, 396 p. (ISBN 978-2-07-037546-2)

#### TrilogieLes Seigneurs de l'Aktchasaz
- 1974 : Meurtre au marché des forgerons [« Demirciler çarsisi cinayeti »]  (trad. Münevver Andaç), Gallimard, coll. « Du monde entier », 1981, 574 p. (ISBN 978-2-07-038129-6)
- 1975 : Tourterelle, ma tourterelle [« Yusufçuk Yusuf »], Gallimard, coll. « Du monde entier », 1982, 792 p. (ISBN 978-2-07-038471-6)
- 1971 : La Légende des mille taureaux [« Binbogalar Efsanesi »]  (trad. Münevver Andes), Gallimard, coll. « Du monde entier », 1979 (ISBN 978-2-07-037796-1)

#### TrilogieSalman le solitaire
- 1980 : Salman le solitaire [« Yagmurcuk Kusu »]  (trad. Münevver Andaç), Gallimard, coll. « Du monde entier », 1984, 415 p. (ISBN 978-2-07-070111-7)
- 1985 : La Grotte [« Kale kapisi »]  (trad. Münevver Andaç), Gallimard, coll. « Du monde entier », 1992, 396 p. (ISBN 978-2-07-072611-0)
- 1991 : La Voix du sang [« Kanın Sesi »]  (trad. Münevver Andaç), Gallimard, coll. « Du monde entier », 1995, 444 p. (ISBN 978-2-07-073221-0)

#### SérieUne histoire d'île
- 1997 : Regarde donc l’Euphrate charrier le sang [« Fırat Suyu Kan Akiyor Baksana »]  (trad. Altan Gokalp), Gallimard, coll. « Du monde entier », 2004, 416 p. (ISBN 978-2-07-075408-3)
- 2002 : La Tempête des gazelles [« Karıdncanın Su içtigi »]  (trad. du turc par Alfred Depeyrat), Paris, Gallimard, coll. « Du monde entier », 2010, 624 p. (ISBN 978-2-07-073481-8)

#### Autres romans
- 1976 : Tu écraseras le serpent [« Yılanı öldürseler »], Gallimard, coll. « du monde entier », 1982, 131 p. (ISBN 978-2-07-039283-4)
- 1970 : La Légende du mont Ararat [« Ağrıdağı Efsanesi »]  (trad. Münevver Andaç), Gallimard, coll. « Du monde entier », 1998, 143 p. (ISBN 978-2-07-074604-0)
- 1978 : Alors les oiseaux sont partis… [« Kuslar da gitti »]  (trad. Münevver Andaç), Gallimard, coll. « Du monde entier », 1984, 144 p. (ISBN 978-2-07-026360-8)
- Visages : pile ou face  (trad. Güzin Dino), Fata Morgana, 1992, 56 p. (ISBN 978-2-85194-056-8)
- 1976 : Salih l’émerveillé [« Al Gözüm Seyreyle Salih »]  (trad. Münevver Andaç), Gallimard, coll. « Du monde entier », 1990, 480 p. (ISBN 978-2-07-071921-1)
- 1978 : Et la mer se fâcha [« Deniz Küstü »]  (trad. Münevver Andaç), Gallimard, coll. « Du monde entier », 1985, 443 p. (ISBN 978-2-07-070417-0)

#### Théâtre
- La Gamelle (Teneke, Istanbul 1965), traduction Sedef Ecer (extrait), in Un oeil sur le bazar. Anthologie des écritures théâtrales turques, dir. D. Dolmieu, Z.S. Kasapoglu, S. Ecer, Ed. L'Espace d'un instant, Paris, 2010,  (ISBN 978-2-915037-59-3)

## Récompenses littéraires
- 1955 : prix Varlık-Roman-Armağanı pour Mèmed le Mince
- 1974 : prix Madaralı-Roman pour l'œuvre Demirciler Çarşısı Cinayeti
- 1977 : meilleur roman étranger par le Syndicat des critiques littéraires français pour Terre de fer, ciel de cuivre
- 1979 : prix du Meilleur livre étranger 1978 pour L'Herbe qui ne meurt pas (Ölmez Otu)
- 1982 : prix mondial Cino-Del-Duca pour l'ensemble de son œuvre
- 1984 : commandeur de la Légion d'Honneur
- 1996 : prix international de Catalogne, Barcelone
- 1997 : prix de la paix des libraires allemands, Francfort-sur-le-Main
- 1998 : prix Écureuil de Littérature Étrangère, Bordeaux, France
- 2011 : grand officier dans l'Ordre national de la Légion d'honneur
- 2013 : médaille Krikor Naregatsi, Ministère de la culture, Arménie[8]
- 2013 : Prix  Bjørnson (en) de l'Académie norvégienne de la littérature et de la liberté d'expression (en), Molde, Norvège[9]

### Doctoratshonoris causa
- 1991 : Docteur honoris causa, Université de Strasbourg
- 1992 : Docteur honoris causa, Université Akdeniz, Antalya[10]
- 2002 : Docteur honoris causa, Université Bilkent, Ankara[11]
- 2009 : Docteur honoris causa, Université du Bosphore, Istanbul[12]
- 2009 : Docteur honoris causa, Université Çukurova (en), Adana
- 2009 : Docteur honoris causa, Université Akdeniz, Antalya[13]
- 2014 : Docteur honoris causa, Université du savoir d'Istanbul[14]